# Platygavialidium
Platygavialidium is een geslacht van rechtvleugeligen uit de familie doornsprinkhanen (Tetrigidae). De wetenschappelijke naam van dit geslacht is voor het eerst geldig gepubliceerd in 1938 door Günther.

## Soorten
Het geslacht Platygavialidium omvat de volgende soorten:
- Platygavialidium dentifer Stål, 1877
- Platygavialidium formosanum Tinkham, 1936
- Platygavialidium kraussi Bolívar, 1887
- Platygavialidium nodiferum Walker, 1871
- Platygavialidium sinicum Günther, 1939